# Regimento das Índias Ocidentais
O Regimento das Índias Ocidentais (WIR, na sigla em inglês) eram unidades de infantaria do Exército Britânico recrutadas e normalmente estacionadas nas colônias britânicas do Caribe entre 1795 e 1927. Em 1888, os dois regimentos das Índias Ocidentais então existentes foram reduzidos a uma única unidade de dois batalhões. Este regimento diferia de forças semelhantes levantadas em outras partes do Império Britânico, pois fazia parte integrante do Exército Britânico regular. Em 1958, um novo regimento foi criado após a criação da Federação das Índias Ocidentais com o estabelecimento de três batalhões, entretanto, a existência do regimento durou pouco e ele foi dissolvido em 1962, quando seu pessoal foi usado para estabelecer outras unidades na Jamaica e em Trinidad e Tobago. Ao longo de sua história, os regimentos estiveram envolvidos em uma série de campanhas nas Índias Ocidentais e na África, e também participaram da Primeira Guerra Mundial, onde serviram no Oriente Médio e na África Oriental.